# Interaktionseffekt
Ein Interaktionseffekt bezeichnet in  statistischen Verfahren nicht-additive Effekte zweier oder mehrerer unabhängiger Variablen in einem Wahrscheinlichkeitsmodell. Das bedeutet, dass für die durch den Beobachtungsraum repräsentierte Ereignismenge angenommen wird, dass die Wirkung der Ausprägungen einer dieser Variablen von den Ausprägungen der jeweils andere(n) Variable(n) abhängt.
Der Effekt der Interaktion charakterisiert sich dadurch, dass die Wirkung über die einzelnen Haupteffekte der beteiligten Variablen hinausgeht.
Sind nur 2 Variablen an der Interaktion beteiligt, so spricht man von einer Zwei-Wege-Interaktion oder auch Interaktion 1. Ordnung. Wird die Interaktion zwischen 3 Variablen untersucht, so spricht man von einer Drei-Wege-Interaktion bzw. Interaktion 2. Ordnung usw. Generell lassen sich Interaktionen höherer Ordnung nur schwer interpretieren, weswegen in statistischen Modellen meist nur Interaktionen 1. Ordnung berücksichtigt werden. In der Interpretation solcher Modelle ist darauf zu achten, zunächst die Interaktion und dann die Haupteffekte zu interpretieren – die Interaktion bildet somit immer den hochwertigsten Effekt eines Modells.
Traditionell werden Interaktionseffekte durch Produktterme der betroffenen Variablen modelliert, aber meist sind – zumindest in den Sozialwissenschaften – komplexere Interaktionen realitätsangemessener.
Bei einer einfachen Regressionsanalyse mit zwei unabhängigen Variablen x1 und x2 würde so zum Beispiel ein Produktterm der Art x1x2 in die Regressionsgleichung eingefügt, so dass die vollständige Gleichung:
{\displaystyle f(x_{1},x_{2})=\alpha +\beta _{1}x_{1}+\beta _{2}x_{2}+\beta _{3}(x_{1}\times x_{2})+\xi }
lauten würde, wobei β3 die Stärke des Interaktionseffekts angeben würde (α repräsentiert den Achsenabschnitt und ξ den Fehlerterm). Die Haupteffekte {\displaystyle \beta _{1}} und {\displaystyle \beta _{2}} sind dann nur noch bedingt interpretierbar, man spricht auch von bedingten Haupteffekten. Der Term {\displaystyle \beta _{3}(x_{1}\times x_{2})} wird auch Interaktionsterm genannt.
Generell werden ordinale, hybride und disordinale Interaktionen unterschieden. Zur Interpretation wird empfohlen, sogenannte Liniendiagramme zu erstellen, die die Interaktion grafisch veranschaulichen.
Ein einfaches Anwendungsbeispiel eines Interaktionseffekts in einer Varianzanalyse aus der politikwissenschaftlichen Forschung wäre der Einfluss des Geschlechts eines Wahlkandidaten auf die Spendenbereitschaft seiner Unterstützer unter Berücksichtigung des Geschlechts der Unterstützer: So könnten weibliche Unterstützer im Durchschnitt weniger spendenfreudig als männliche sein, ihre Spendenbereitschaft bei weiblichen Kandidaten jedoch erhöhen, während sich diese bei männlichen Unterstützern bei weiblichen Kandidaten verringern würde. Es gäbe also einen Interaktionseffekt zwischen dem Geschlecht der Unterstützer und dem Geschlecht des Kandidaten.

## Belege
1. ↑  Southwood, Kenneth E. 1978. „Substantive Theory and Statistical Interaction: Five Models“. American Journal of Sociology 83 (5): 1154-1203. S. 1155; doi:10.1086/226678 JSTOR:2778190.
2. ↑  Lewis-Beck, Michael (1998): „Series Editor's Introduction“, S. v-vii in: James Jaccard Interaction Effects in Factorial Analysis of Variance, Thousand Oaks, CA: Sage, ISBN 0-7619-1221-5; S. v.